# Liste der Michigan State Historic Sites im Kalkaska County

Lage des Kalkaska Countys in Michigan

Diese Liste der Michigan State Historic Sites im Kalkaska County nennt alle als Michigan State Historic Site eingestuften historischen Stätten im Kalkaska County im US-Bundesstaat Michigan. Die mit † markierten Stätten sind gleichzeitig im National Register of Historic Places eingetragen.
| Name                     | Bild | Lage                                                  | Ort          | Eintrag seit  |
| ------------------------ | ---- | ----------------------------------------------------- | ------------ | ------------- |
| Excelsior Town Hall      |      | Kreuzung von County Road 571/612 und Wagenschutz Road | Excelsior    | 26. Juli 1974 |
| Hotel Sieting            |      | 354-356 South Cedar Street                            | Kalkaska     | 23. Aug. 1990 |
| Kalkaska Cemetery Chapel |      | 882 M-72 West                                         | Kalkaska     | 10. Juni 1980 |
| Rugg (Antrim) Pond Dam   |      | Valley Road                                           | bei Kalkaska | 8. Mai 1984   |

## Belege
1. ↑  National Register Information System. In: National Register of Historic Places. National Park Service, abgerufen am 13. März 2009 (englisch).